# Leena Saraste
Leena Saraste (Helsinki, 3 agosto 1942) è una fotografa finlandese.

## Biografia
Laureata in filosofia nel 1965, nel 2004 ottiene il dottorato in storia dell'arte all'Università di Helsinki con una tesi intitolata: Valo, muoto vai elämä (Luce, forma o vita). Ha dedicato la sua vita alla fotografia come artista, giornalista, insegnante e ricercatrice.
Saraste ha esercitato una grande influenza sulla fotografia finlandese che non può essere sottovalutata, in particolare per lo sviluppo della fotografia al femminile, attraverso la formazione di un'intera generazione di nuove fotografe che trova la sua massima espressione in una mostra itinerante di 26 donne fotografe nel 1984.
Negli anni sessanta e settanta ha lavorato fotografando le celebrità finlandesi, i vestiti alla moda, i gioielli e le acconciature di quegli anni. Nel decennio successivo, come fotoreporter, ha compiuto viaggi nei territori palestinesi, in Siria e Libano, pubblicate poi nel volume fotografico Rakkaani, Palestina (Per la Palestina, 1982), ed in molte riviste.
I libri fotografici Valokuva, pakenevan todellisuuden kuvajainen (Fotografia - il riflesso della realtà sfuggente, 1980) e Valokuva tradition ja toden välissä (La fotografia tra tradizione e realtà, 1996), poi raccolti nell'edizione del 2010 da titolo Valokuva, muisto - viesti - taide (Fotografia, memoria - messaggio - arte), rappresentano opere chiave nella storia della fotografia finlandese.
Nel 1988 espone nella mostra internazionale L'immagine delle donne a Siena presso Palazzo San Galgano, Facoltà di Lettere dell'Università, cui partecipano fotografe come Adriana Argalia, Katalin Baricz, Eva Besnyö, Helga von Brauchitsch, Elisabetta Catamo, Carla Cerati, Maryvonne Gilotte, Halina Holas-Idziak, Vera Isler-Leiner, Edith Lechtape, Zofia Rydet, Helen Sager, Giuliana Traverso.
Tra i premi ricevuti si segnalano: State Photo Prize for Photography (1981 e 2004) e Premio Finnfoto (2005).
Le sue immagini fanno parte della collezione permanente del Museo della fotografia finlandese di Helsinki.

## Riconoscimenti
- 2005, Finnfoto award[4]

## Pubblicazioni
- For Palestine, Zed Books Ltd, 1985 - ISBN 978-0862324148